# Robert Dunsmuir
Robert Dunsmuir (31 de agosto de 1825 - 12 de abril de 1889) fue un propietario y operador de minas de carbón canadiense de origen escocés, promotor de ferrocarriles, industrial y político en la Columbia Británica.
Fue reconocido como un personaje histórico nacional en 1971.

## Orígenes en Escocia
Dunsmuir nació en Hurlford, Escocia. Era hijo de la joven pareja formada por James Dunsmuir y su esposa Elizabeth. En el momento de su nacimiento, su familia estaba involucrada en el negocio del carbón en su Ayrshire natal. El abuelo de Dunsmuir, Robert, había arrendado propiedades de carbón y comprado explotaciones a competidores locales en los días previos a la llegada del ferrocarril en la década de 1840, lo que le permitió aumentar los precios. En 1832, en medio de esta prosperidad, la madre, el padre, la abuela y dos de las tres hermanas de Robert murieron en pocos días debido a una epidemia de cólera que arrasó el área. Tres años después, el abuelo Robert murió como un hombre relativamente rico, dejando un tercio de su patrimonio en fideicomiso para sus nietos huérfanos. Dunsmuir fue educado localmente en la Academia Kilmarnock y luego en la Escuela Mercantil y Mecánica de Paisley, una capacitación útil en el negocio del carbón. Posteriormente fue a trabajar a las minas de carbón locales bajo el marido de su tía Boyd Gilmour. 
El 11 de septiembre de 1847, a la edad de 22 años, Dunsmuir se casó con Joan White, de 19 años. Ocho días después, nació su primera hija, Elizabeth Hamilton. Su segundo hija, Agnes, también nació en Escocia en 1849. 
A finales de 1850, el mentor de Dunsmuir,  Boyd Gilmour (esposo de su tía), había firmado un contrato con la Compañía de la Bahía de Hudson para explotar un hallazgo de carbón en la costa noreste de la isla de Vancouver, en Fort Rupert (cerca del actual Puerto Hardy). Debido a que algunos de los que iban a viajar con él decidieron no ir al enterarse de las condiciones y perspectivas que iban a encontrar allí, Gilmour buscó reemplazos para su grupo en el último momento. Con 24 horas de aviso de esta oportunidad, Dunsmuir firmó. Navegaron en el Pekin, hacia Fort Vancouver, a través del Cabo de Hornos, el 19 de diciembre de 1850. Les llevó 191 días llegar. Ocho días después, el 8 de julio de 1851, Joan Dunsmuir dio a luz a su tercer hijo, James Dunsmuir. 

## Primeros años en la Columbia Británica
El 18 de julio de 1851 zarparon hacia Fort Rupert, y cuando llegaron el 9 de agosto, comenzó el plazo de tres años en el contrato con la Compañía de la Bahía de Hudson (CBH). Gilmour luchó sin éxito para poner en marcha la producción de carbón en Fort Rupert hasta el 24 de agosto de 1852, cuando el gobernador Douglas les indicó que se mudaran a Nanaimo, donde se había descubierto una veta de carbón. El trabajo continuó, pero las condiciones de vida eran difíciles. En 1854, cuando llegó el final de sus contratos, y el gobernador Douglas se negó a aumentar sus salarios, y Gilmour decidió regresar a Escocia. Dunsmuir se quedó, y le propuso a Douglas continuar personalmente con la explotación de una veta que Gilmour había pensado que se podría desarrollar. El 12 de octubre de 1855, comenzó a trabajar por su cuenta y en un mes producía siete toneladas de carbón por día. Esta empresa fue un éxito modesto, pero cuando se acabó la veta, Dunsmuir fue nuevamente empleado para operar un nuevo pozo que la Compañía de la Bahía de Hudson abrió en 1860. 

## Carbón
El arrendamiento de la Corona británica que le otorgó a la Compañía de la Bahía del Hudson (CBH) los derechos de todo el carbón encontrado en la isla de Vancouver, finalizó en 1859, lo que obligó a la compañía a comprar las 2506 hectáreas que conformaban su operación en Nanaimo. Con el nuevo pozo operativo, la compañía vendió todas sus derechos en Nanaimo a la Compañía de Minería y Tierra de Carbón de Vancouver en septiembre de 1862 por 200.000 dólares. Dunsmuir trabajó de vez en cuando como Superintendente de esa compañía y, también, para la Harewood Coal Company de su amigo, el Dr. Alfred Benson, que no logró reunir el capital que necesitaba para explotar su hallazgo de carbón.
Una vez que el contrato de arrendamiento de la corona suscrito por la CBH expiró en 1859, se hizo posible que fueran presentadas otras solicitudes mineras. En octubre de 1869, Dunsmuir estaba pescando truchas en el lago Diver, a unas pocas millas al norte y al oeste de Nanaimo, cuando encontró un afloramiento de carbón. Reclamó los derechos de una zona de 650 hectáreas, en una banda de 1 km de ancho por algo más de 6 km de largo, incluida la mitad norte del lago Diver y corriendo hacia la Bahía Departure en el área conocida como Wellington. Para reclamar una zona minera de este tamaño, se le pidió que formara una compañía, que se conocería como la Dunsmuir, Diggle & Company. Sus hijos James y Alexander y algunos otros eran socios, pero firmaron una vez que se cumplieron los requisitos legales de los socios de la empresa. Wadham Diggle, comandante del buque Boxer, uno de los primeros en utilizar el carbón de Dunsmuir, invirtió 8000 dólares en la empresa.
El contralmirante Arthur Farquhar, comandante en jefe de la flota del Pacífico invirtió otros 12.000 dólares. Los dos inversores dejaron la operación de la compañía en manos de Dunsmuir. Hacia 1873, la explotación carbonera  Wellington producía 16.000 de las 40.000 toneladas extraídas en la isla de Vancouver. A finales de 1875, Dunsmuir producía 50.000 toneladas por año. Sus dos mercados principales eran San Francisco y la Royal Navy.  La compañía compró a Farquhar su parte del negocio en 1879, y en 1883 Diggle recibió 600.000 dólares por su mitad del negocio, produciendo unas ganancias de unos 500.000 dólares anuales.

## Ferrocarril
Dunsmuir fue uno de los fundadores de la Compañía de Ferrocarriles Esquimalt y Nanaimo, que construyó la línea ferroviaria desde Esquimalt a Nanaimo, que luego se extendió a Wellington, Victoria y Courtenay. Su compañía recibió una concesión de terrenos que comprendía el 20% de la isla de Vancouver como incentivo para construir y equipar la línea ferroviaria, que sería propiedad y operada por la compañía. La estación de tren de Dunsmuir lleva su nombre. 

## Política
Dunsmuir fue elegido para la Legislatura de la Columbia Británica en representación de Nanaimo en las elecciones de 1882 mientras estaba de vacaciones en Europa, y fue reelegido en 1886. Poco después de su elección al parlamento, ingresó en el gabinete de gobierno. Dunsmuir murió en Victoria, Columbia Británica mientras aún estaba en el cargo. 

## Craigdarroch
La casa que construyó para su esposa Joan Olive (White) Dunsmuir en Victoria, Columbia Británica, se llama Craigdarroch Castle y hoy es un popular destino turístico y un sitio histórico nacional de Canadá.

## Familia

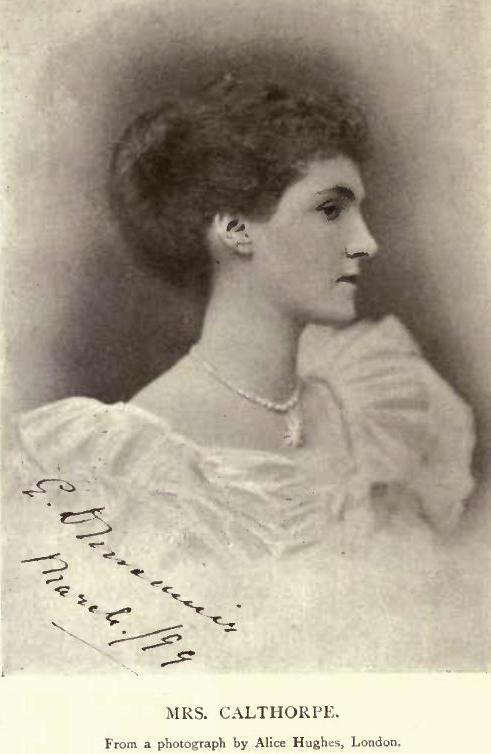
Effie Calthorpe, Dunsmuir de soltera

Dunsmuir y su esposa Joan tuvieron diez hijos: 
- Elizabeth Hamilton (1847-1901)
- Agnes Crooks (1849-1889)
- James (1851-1920)
- Alexander (1853-1900)
- Marion (1855-1892)
- Mary Jean (1862-1928)
- Emily Ellen (1864-1944)
- Jessie Sophia (1866-1946)
- Annie Euphemia (1868-1952)
- Henrietta Maude (1872-1950)

Su hijo James Dunsmuir se convirtió en primer ministro de Columbia Británica y más tarde, en teniente gobernador de la provincia. 
Su hija Effie (Anne Euphemia) Dunsmuir se casó en St. George's, Hanover Square en Londres, Inglaterra, el 27 de febrero de 1900, con el Capitán Somerset Gough-Calthorpe, enlace naval de la embajada británica en San Petersburgo. Era hijo del teniente general S. J. Calthorpe y nieto del sexto Lord Calthorpe.
Su hija Maud Dunsmuir se casó, en Londres, Inglaterra, en junio de 1898, con el capitán Reginald Spencer Chaplin, del décimo regimiento de Húsares Reales, hijo único del coronel J. W. Chaplin, de Kenilworth Hall, Leicestershire. Sirvió como ayudante del mariscal de campo Lord Roberts, y estuvo destinado en Sudáfrica. 
Jessie Sophia se convirtió en Lady Musgrave al casarse con Sir Richard Musgrave.

## Legado
Treinta y ocho años después de llegar a la Colonia de la Isla de Vancouver como minero contratado por 5 dólares a la semana para la Compañía de la Bahía de Hudson, murió como el hombre más rico de la Columbia Británica bajo el control exclusivo de un imperio con un valor estimado de 15 millones de dólares (unos 509 millones de hoy). Su obituario en el Vancouver News-Advertiser dijo de él "que no era político ni estadista, a juzgar por los estándares habituales aplicados a estos términos, pero era un legislador muy práctico, testarudo y sensato, que sabía lo que quería y usualmente siguió el camino más corto para lograrlo.
En 1888, Alexander Dunsmuir viajó al condado de Siskiyou, California, y según los relatos de la época, quedó tan cautivado por la belleza de la zona, que ofreció donar una fuente a una nueva ciudad, si nombraran la ciudad en su honor. La oferta fue aceptada, y la fuente de Dunsmuir permanece operativa cerca del City Park en Dunsmuir, California. 